# Personnages de Sons of Anarchy

Cet article présente les principaux personnages de la série Sons of Anarchy.

La Faucheuse, emblème des Sons of Anarchy

## Sons of Anarchy Motorcycle Club Redwood Original(SAMCRO)

### Membres du chapitre

#### Membres actifs
- Jackson « Jax » Teller † (Charlie Hunnam)

Jax est l'actuel Président de SAMCRO, fils de Gemma et John Teller, né en 1978. Jax travaille au garage du Club en tant que mécanicien. Il est divorcé de Wendy (Drea de Matteo) avec qui il a eu un enfant né prématurément, Abel. Bien que son ex-femme soit en partie la cause des graves problèmes de santé de leur enfant à sa naissance (elle n'a pas su résister à son addiction à la drogue au cours des derniers mois de sa grossesse), Jax demeure proche d'elle au retour de sa cure de désintoxication. Malgré tout, il a une relation avec son amour de lycée, Tara, médecin à l'hôpital de Charming. Au début de la série, Jax découvre un manuscrit rédigé par son père (La vie et la mort de SAMCRO - Comment les Sons of Anarchy se sont détournés du chemin), ce qui l'amène à s'interroger sur les fondements-mêmes du Club et sur la vie qu'il mène. La naissance de son fils et la découverte de ces écrits le conduisent à s'opposer de plus en plus manifestement à Clay et à contredire ses décisions. Il prend la tête du Club à partir de la saison 5, et devient petit à petit corrompu et impitoyable. Il détruit 20 ans de fraternité avec un gang amical pour venger Opie et va même jusqu'à droguer son ex-femme Wendy car elle devenait une menace. Jax n'hésite pas à détruire le jeune Juice, sans hésitation pour servir ses intérêts. Puis peu après la mort de Tara dans la saison 6 et de Bobby il décide de dire la vérité à Abel : sa mère biologique est Wendy. Puis, après avoir couché avec elle, il confie ses enfants à Nero et Wendy et décide de s'enfuir loin de Charming. Peu après avoir nommé Chibs Président, il tue Marks et Barowsky il finit sur une autoroute, poursuivi par les forces de l'ordre et se suicide contre un camion (on voit son sang sur la route).
- Bobby « Elvis » Munson†  (Mark Boone Junior) est l'ancien Vice-Président de Jax (saison 5), le trésorier, conseiller et comptable de SAMCRO (grâce à son père qui lui a appris à tenir une double comptabilité). Son surnom lui vient de ses imitations d'Elvis Presley, talent qu'il exerce notamment lors des pique-niques de charité du Club pour amuser les enfants et leur tirer une photographie avec le « King ». Il est très intelligent et représente l'éminence grise du Club, le bras droit de Clay Morrow. Il intervient très souvent dans les conflits entre Jax et Clay comme la voix de la raison et de la diplomatie. À la fin de la saison 1, il est accusé du meurtre du chef de la douane portuaire, et se retrouve en prison à cause du témoignage d'une jeune fille, seule témoin oculaire de la scène. Mais il sera libéré après que Jax a fait pression sur la fille pour la convaincre de ne pas témoigner et de quitter la Californie. Dans la saison 5, il est constamment partagé entre son amour pour le Club et Jax, qui agit de façon brutale et irréfléchie. Il finit par rendre son patch de VP à la toute fin. Au début de la sixième saison, il voyage afin de reconstituer un chapitre nomade (selon les statuts des Fils, 4 membres patchés peuvent créer un nouveau chapitre). Il est cependant par la suite révélé qu'il cherchait en fait à recruter de nouveaux membres pour SAMCRO. Dans la septième saison, Jax entre en conflit avec August Marks, en cherchant à se venger des Chinois et de Lin qu'il pense responsable du meurtre de sa femme ; à la suite de cette trahison, Marks envoie des hommes pour capturer Bobby, qui se fait torturer pendant plusieurs heures par les hommes de Marks. Jax décide de céder aux revendications de Marks pour sauver son ami, après avoir voulu le faire chanter, ils arrangent donc un rendez-vous pour faire libérer Bobby, mais lors du face à face, Marks sort une arme cachée sur Bobby, puis menace une première fois Jax, avant de tirer sur Bobby l'atteignant à la tête, le tuant sur le coup. Marks menace ensuite Jax de ne plus jamais essayer de le trahir ni de le faire chanter sous peine de subir le même sort. Bobby est ensuite transporté à la cabane du Club pour y être enterré.

- Alexander « Tig » Trager (Kim Coates) est un membre de SAMCRO particulièrement proche de Clay. Considéré comme son homme de main, c'est un des plus violents du Club, mais aussi un des plus déséquilibrés (avide de sexe, tendances à la nécrophilie, ...). Bien qu'il respecte la position de Jax, il doute de ses capacités à reprendre la succession de Clay, le trouvant trop pacifiste alors que lui préfère la manière forte. Il déteste les poupées et a aussi peur des figurines de porcelaine que collectionne le père de Gemma (se sentant observé, il est mal à l'aise, et finit par retourner toutes les figurines de la vitrine). Sergent d'armes de SAMCRO, il est chargé de l'exécution des plus basses besognes. C'est lui qui, par erreur, abattra Donna au lieu d'Opie. Il semble rongé par la culpabilité et rechigne parfois à effectuer certaines tâches. Il a récemment vu son permis de conduire suspendu pour deux ans, ce qui l'empêche de chevaucher sa moto, et le rend d'office inapte à exercer son droit de vote au sein du Club. Il tue également la fille de Damon Pope par accident en visant Laroy Wayne, croyant que ce dernier était responsable de la tentative d'assassinat sur Clay. Cette erreur le mènera à voir sa fille brûlée vive par Pope, en guise de vengeance. Jax fait mine de le donner à ce dernier, jusqu'à ce qu'il sorte une arme de sa moto, tue tous les hommes présents sur place, et laisse à Tig le plaisir de l'achever. Il est nommé Vice-Président par Chibbs à la fin de la saison 7.

- Filip « Chibs » Telford (Tommy Flanagan) est un des membres de SAMCRO les plus loyaux envers Jax et est protecteur envers Juice Ortiz. Il est originaire d'Écosse, mais fut élevé à Belfast en Irlande du Nord. Il a servi en tant qu'infirmier dans l'armée anglaise durant cinq mois, avant d'être jugé en cour martiale pour une raison qui n'est pas révélée. C'est lui qui s'occupe des blessés éventuels du Club avant leur transport à l'hôpital ou leur prise en charge par Tara. Sa femme et sa fille, habitant en Irlande du Nord, sont utilisées comme moyen de pression par un membre de l'IRA véritable, Jimmy O'Phelan (dit Jimmy O'), contre Chibs et les Sons. Jimmy O meurt à la fin de la saison 3, Chibs se venge en lui lacérant le visage des deux côtés et en le poignardant. Jax le nomme Sgt-at-Arms au début de la cinquième saison puis Vice-président au début de la sixième. Il devient président de SAMCRO à la fin de la saison 7.

- Juan Carlos « Juice » Ortiz † (Theo Rossi) est le hacker du Club et son officier de renseignement. Il est le plus jeune des Sons et est le protégé de Chibs. En dépit de sa maladresse occasionnelle, c'est un homme de confiance de Clay. D'origine portoricaine, au caractère naif, joyeux et rieur, il est coiffé avec une crête iroquoise, et porte deux tatouages en forme d'éclairs sur chaque côté du crâne. Au-delà de ses compétences de renseignement, il exécute parfois certaines tâches de base pour le fonctionnement du Club, comme faire le guet ou porter des colis. Il dispose également de connaissances pointues en médecine naturelle et codirige une herboristerie à Charming. Il reste néanmoins un membre de plein exercice et un des principaux leaders de SAMCRO, portant le blouson de cuir estampillé Sons of Anarchy - California. À ce titre, il est apte à donner des ordres directs aux Nomades ou aux autres membres de statut inférieur. Dans la saison 4, Clay lui remet le badge « Men of Mayhem ». Dans la saison 5, Juice est tiraillé entre Jax, devenu le nouveau Président de SAMCRO, et Clay, l'ancien Président dont il est resté très proche malgré tout. Juice est manipulé par le shérif Roosevelt qui le fait chanter pour obtenir des informations sur le Club. Juice est alors forcé de collaborer avec la police et, au cours d'une altercation qui tourne mal avec un autre membre du Club, il en arrive même à tuer ce dernier pour l’empêcher de divulguer quoi que ce soit au Club. Mais Jax finira par découvrir qu'il a tué un membre en plus de s'être confié à la police. Afin de se repentir et de regagner sa place au sein de SAMCRO, il accepte d'obéir à Jax quand celui-ci le charge de trouver des preuves de l'implication de Clay dans les attaques perpétrées par les nomades. Si sa mission s'avère en premier lieu un échec, on comprend à la fin de la saison que c'est lui qui a remis à Jax le pistolet que Clay lui avait donné plus tôt - pistolet que Jax a utilisé pour tuer Damon Pope - fournissant ainsi au shérif les preuves suffisantes pour faire arrêter Clay (étant donné que les empreintes de Clay sont sur le pistolet qui a servi d'arme du crime). Juice va devenir de plus en plus sombre au fil des saisons. Il cherche à prouver que sa loyauté au Club est toujours la même, malgré ses liens avec l'ancien président. À la fin de la saison 6, lui et le shérif Roosevelt découvrent que Gemma, l'ex-femme de Clay, a tué Tara. Juice n'hésite pas à tuer le shérif pour l’empêcher d'appeler des renforts et permettre ainsi à Gemma de s'enfuir. Il est tué en prison à la fin de la saison 7 par Ron Tully après avoir donné à Jax la vérité sur la mort de Tara.

- Happy (David LaBrava) est un membre récent de SAMCRO. Il avait rejoint les Nomades (un groupe de bikers itinérants sans affiliation précise à un chapitre) pour se retrouver plus près de sa mère malade. Clay réagit à sa demande d'intégration en disant qu'il y aura toujours une place autour de la table pour un frère tel qu'Happy. Comme Tig, c'est un tueur froid auquel on fait appel pour les missions les plus sales. Il n'a pas d'état d'âme et exécute ses victimes froidement. Son surnom lui vient de petits tatouages ronds et souriants (tels des smileys) qu'il se fait tatouer sur le ventre après chacun de ses meurtres. En dehors du Club, il est très attaché à sa mère et est réputé être excessivement radin (au point de réutiliser des préservatifs usagés). Il devient Sgt-at-Arms au début de la sixième saison.

- George "Ratboy" Skogstrom apparaît en tant que prospect durant la cinquième saison. Il montre certaines dispositions à sauver les membres actifs en cas de crise critique, étant souvent le plus rapide à réagir (sauvant notamment Tig d'une attaque nazie et Juice d'une course poursuite avec la police). Il reçoit son patch au milieu de la sixième saison. Sa discrétion en fait un membre apprécié des Sons. Il a une relation avec Brooke Putner lors de la saison 7.

- Rane Quinn est l'ex-Président des Nomades. Il est incarné par Rusty Coones, guitariste du groupe Attika7. Il apparaît pour la première fois dans l'épisode 9 de la saison 5 mais avait déjà été mentionné plusieurs fois. Il rejoint le chapitre d'Indian Hills après la dissolution des nomades et regrette amèrement la vie de nomade. Il intègre SAMCRO au milieu de la sixième saison.

- Orlin West † est un ex-membre du chapitre de Reno. Il rejoint SAMCRO au milieu de la sixième saison. Il se fera tuer par les Chinois durant la saison 7.

- Alessandro Montez est un ex-membre du chapitre de Reno. Il rejoint SAMCRO au milieu de la sixième saison.

- Taddarius Orwell "T.O." Cross  est l'ancien président des Grim Bastards, club afro-américain basé à Lodi et ami avec SAMCRO depuis plus de 20 ans. Il apparaît dans la saison 3 alors qu'un de leurs rivaux, le MC Calaveras tente de se faire incorporer chez les Mayans. Ayant réussi avec Samcro à prouver leur incompétence, il décroche un contrat de protection avec les Mayans. Ces derniers lui permettent également de tuer l'assassin de son vice-président et meilleur ami plus tard dans la saison. Il réapparaît dans la cinquième saison alors qu'il protège son cousin, pourchassé par SAMCRO pour avoir fait partie des assassins d'Opie. Jax lui ment et le fait tuer par Chibbs, altérant singulièrement les relations entre les deux clubs. Durant la saison 7, son club est en perte de vitesse et au bord de la fermeture. Il assiste SAMCRO dans une attaque contre la Triade de Lin en se faisant passer pour des Niners. À la fin de cette même saison, Jax fait retirer la règle implicite interdisant l'entrée aux afro-américains dans le Club et incorpore les derniers Grim Bastards dont T.O. dans SAMCRO.

#### Anciens Membres
- John Thomas Teller † (5 mai 1940 - 13 novembre 1993) est le cofondateur du Club avec Piney Winston et son premier président. Il était le mari de Gemma, avec laquelle il a eu deux fils, Jax et Thomas (Thomas « Tommy » Teller est mort d'une malformation congénitale à seulement six ans). Avant sa mort, il a écrit un manuscrit dans lequel il déplore la voie empruntée par les Sons. Deux copies de ce manuscrit existaient, une retrouvée par Jax dans les affaires de son père, l'autre confiée à Piney par John lui-même. Piney donnera son exemplaire à Jax lors de l'enterrement de Donna (fin de saison 1), alors que ce dernier se tient loin des siens, tout près de la tombe de John. Dans la saison 2, on apprend par Gemma que John avait perdu goût à la vie après la mort de Tommy. Elle a même des soupçons sur les causes de l'accident de John, qui serait un suicide et pas un accident. La saison 3 révèle que John est le père biologique de Trinity, la fille de Maureen Ashby, affiliée à la fois aux Sons of Anarchy par son mari et à l'IRA Véritable par sa famille. Ni Gemma, ni Jax, ni Trinity elle-même n'étaient au courant. Dans la saison 4 on apprend ensuite que c'est en réalité Clay Morrow qui l'a fait tuer car il voulait stopper le trafic d'armes.

- Kyle Hobart (Brian Van Holt) est un ex-membre de SAMCRO, exclu du Club pour avoir abandonné Opie pendant une opération, entraînant l'incarcération de ce dernier pendant cinq ans. Dans la saison 1, il revient à Charming pour voir son fils jouer de la batterie lors de la fête de charité donnée par les Sons. Kyle n'a pas fait enlever le tatouage de la Faucheuse qu'il porte dans le dos, et ce sont les membres eux-mêmes qui s'en chargeront d'une façon violente, lui laissant le choix entre le feu et le couteau. Kyle choisissant le feu, il aura le dos brûlé vif au chalumeau par Tig. Il sera ensuite déposé devant l'hôpital de Charming, inconscient, et souffrant d'atroces brûlures au dos.

- Kozik † (Kenneth Allen Johnson) est affilié aux Sons de Tacoma. Il apparaît pour la première fois dans la saison 2, où il complète (avec Happy, encore Nomade) les renforts à Charming lors de l'affrontement avec les hommes de Zobelle et de Weston. Il prend aussi part à la bataille rangée (10 contre 10 à mains nues) entre SAMCRO et les hommes de Weston. Il apparaît à nouveau dans la saison 3 aux funérailles de « Mi-Couilles », pour demander à Clay son transfert à Charming. Le vote est favorable pour Happy, mais Tig vote contre l'incorporation de Kozik à SAMCRO. Il décide alors de rester pour prouver à Tig qu'il peut être digne de confiance : il aide d'abord Piney face aux Mayans, puis Tig et lui font taire un témoin en se faufilant à l'hôpital Saint Thomas. Kozik a un lourd passé avec Tig, et on apprend dans la saison 3 qu'ils se sont querellés à cause d'une chienne, Missy. Quand Tara Knowles et Margaret Murphy sont faites prisonnières par Salazar, il se révèle un habile négociateur en convainquant Marcus Alvarez de les aider. Il se fait accepter chez SAMCRO entre les saisons 3 et 4 alors que Tig est en prison et ne peut donc lui refuser l'incorporation. Il meurt cependant vers la moitié de la saison 4 pendant une altercation entre les Sons et un cartel mexicain du nom de Lobo Sonora.

- Piermont « Piney » Winston † (William Lucking) était le cofondateur du Club avec John et l'ancien Vice-Président de SAMCRO. Il est le père d'Opie. Vétéran de la guerre du Viêt Nam, il a d'importants problèmes de santé (il souffre d'emphysème). Il se déplace constamment avec une bouteille d'oxygène, et prend en charge la garde et la sécurité du Club lorsque les autres membres sont sortis. C'est ainsi à lui que Clay confie la sécurité des femmes et enfants rassemblés au Club House, lors de l'affrontement final de la saison 2. Lors de la saison 4 il défie Clay à plusieurs reprises afin que le club arrête le transport de drogue pour le cartel Galindo, il meurt dans cette même saison tué par Clay.

- Harry « Opie » Winston † (Ryan Hurst) était le fils de Piney et le meilleur ami de Jax. Expert en explosifs, il a purgé une peine de cinq ans de prison pour avoir refusé de dénoncer le Club. À sa sortie, sa femme Donna l'oblige à quitter SAMCRO et à reprendre une vie normale avec elle et ses deux enfants. Employé dans une scierie, il a du mal à se résoudre à laisser le Club, et doit faire face à des difficultés financières. Il se trouve ainsi tiraillé entre les exigences de sa famille et le Club. De surcroît, certains membres de SAMCRO apprécient peu son semi-engagement. Dans le courant de la saison 1, il sera piégé par l'agent Stahl de l'ATF, qui disposera des micros dans sa voiture et sa maison, de façon à le faire passer pour un traître. En représailles, Clay ordonnera à Tig de l'éliminer. Cependant, c'est la femme d'Opie, Donna, qui sera victime de la fusillade. Depuis, Opie a appris la vérité sur le meurtre de sa femme et pardonné à Clay et à Tig, dans l'intérêt du Club. Il devient un des piliers de SAMCRO, et vit avec une actrice (Lyla) rencontrée au studio de films X. Mais celle-ci le quitte par peur de l'environnement de SAMCRO et son père, Piney, est assassiné par Clay. Il s'ensuit une sombre période où il quitte le Club après avoir tenté de tuer Clay (qui restera handicapé et perdra son poste de président). Opie rejoindra Jax, Chibs et Tig en prison et se portera volontaire pour être le Son mort que réclamait Pope. Il affronte donc les hommes de ce dernier et est battu à mort avec un tuyau dans l'épisode 3 de la saison 5. Lors des saisons 6 et 7 Jax porte un patch "In memory of Opie" ainsi que Chibbs (saison 7).

- Clarence « Clay » Morrow † (Ron Perlman)

Clay était l'ancien président de SAMCRO et le plus jeune des First 9. Il a épousé Gemma au milieu des années 1990, après le décès de son premier mari et membre fondateur, John Teller. Clay l'a ensuite aide à élever Jax, qu'il aime sincèrement. Il est proche de Tig Tragger mais également de Juice Ortiz, qu'il semble considéré comme son fils. Vers la fin de la première saison, on apprend qu'il fait de l'arthrite et qu'il en souffre de plus en plus. Il tend à confier les affaires du Club à Jax, tout en demeurant le Président et pilier, en dépit de la rivalité grandissante qui les oppose. Il devient incontrôlable dans la saison 4, organisant la tentative de meurtre de Tara et tuant Piney à cause de lettres compromettantes. Il se fait tirer dessus par Opie, fou de rage après avoir appris la mort de son père. Il ne meurt pas mais garde quelques séquelles. Cependant, Jax - devenu Président - ne le tue pas pour ses actes, car il a besoin de lui pour le trafic de coke avec Romero Parada. Il perd son patch et son tatouage dans l'épisode 11, mais ne disparaît pas complètement de la circulation, puisqu'il envisage de partir en Irlande pour reprendre un trafic d'armes, mais accusé du meurtre de Damon Pope à cause de l'arme laissée par Jax (enregistrée à son nom) sur les lieux du crime, il est arrêté par la police fin de la saison 5. Au début de la saison 6, il est violemment tabassé par des Noirs. À la suite de cela, il tue un « caïd aryen » pour assurer sa protection ; il fera même un show dans la chapelle de la prison pour se moquer du prêtre et déclenchera une mutinerie et blessera grièvement un gardien. Il a quand même des relations avec l'extérieur, il reçoit la visite généralement de Gemma. Durant sa peine, il est même forcé d'avoir une relation avec Gemma pour le plaisir des gardiens. Galaan ayant besoin de lui pour la vente d'armes, son procès arrivant plus vite que prévu, Galaan décide de le faire évader d'un fourgon en route pour le tribunal. L'évasion réussie, il est conduit au hangar de Galaan où il est tué par Jax d'une balle dans la gorge et cinq autres sur le torse. Dans la première version du script, le rôle devait être joué par Scott Glenn.
- Otto « Big Otto » Delaney † (Kurt Sutter) était un membre du Club incarcéré à la prison de Stockton. Il était fou amoureux de sa femme Luann, ancienne actrice porno, copropriétaire du studio Cararcara (décédée dans la saison 2). Après avoir agressé l'agent Stahl en prison, son avenir reste incertain. Les membres taulards d'un gang de néo-nazis l'agressent et lui crèvent le seul œil encore valide, en représailles pour les actions que les membres de SAMCRO mènent à l'extérieur, le rendant quasiment aveugle (il lui reste environ 10 % de vision). Lui qui adorait lire doit désormais se contenter de livres audio écoutés sur magnétophone. Il se venge en assassinant un membre des néo-nazis et est condamné à mort pour son geste. Il assassine ensuite une infirmière pour sauver les Sons d'une enquête RICO qu'il a lui-même initié par vengeance (son témoignage ne vaut ainsi plus rien) tout en voulant blesser SAMCRO (en utilisant un objet transmis illégalement par Tara). Le frère de l'infirmière, Lee Toric, s'arrange alors pour que ses derniers mois à vivre soit les plus douloureux possibles : il lui envoie notamment deux gardes qui le violent quotidiennement. Il finit par se suicider dans la saison 6 après avoir tué Lee Toric. Le personnage est joué par le créateur de la série Kurt Sutter, mari de Katey Sagal dans la vraie vie.

- Eric Miles † faisait partie des trois prospects qui étaient arrivés dans la saison 3. Il fut admis plus rapidement que Phillip Russel en tant que membre du club. Il se fera tuer par Juice au moment où Miles le voit en train de ramener le paquet de drogue qui avait été volé.

- Phillip « Filthy Phil » Russell † était un membre récent de SAMCRO, recevant son patch au début de la saison 5 après avoir été prospect durant la troisième et la quatrième saison. Assez corpulent, il parle peu et vote généralement dans le sens de Jax. Il est au volant du camion subissant l'attaque des One Niners au début de la saison 5 mais s'en tire sans trop de dommages. Il est assassiné durant la saison 6 par l'IRA en même temps qu'un prospect, en réponses des provocations de Jax à leur égard.

#### Les «Prospects»
V-lin est un prospect qui se fait tuer par Galaan au même moment que Phillip Russell.
- Kip « Mi-Couilles » Epps † (Johnny Lewis) était un futur membre, un « prospect » (un prétendant). Il ne pouvait pas encore porter les couleurs du Club et était souvent mis à l'épreuve par les membres de SAMCRO. Simplement surnommé « Prospect », il était champion poids léger de boxe, et a vécu une brève romance avec Cherry, jusqu'à ce que celle-ci doive quitter les États-Unis pour une vieille affaire avec la justice. Vétéran de la guerre d'Irak, son surnom de « Mi-Couilles » (Half-Sack dans la VO) lui venait d'un testicule perdu à la suite d'une blessure. Il porta une prothèse pendant un temps, et en fut très fier, mais son corps rejeta cet implant. « Mi-Couilles » arrivait bientôt à la fin de son année de probation, et les membres du Club s'apprêtaient tous à voter en faveur de son incorporation, quand il fut poignardé par Cameron Hayes en tentant de protéger Tara et Abel. Il fut néanmoins enterré avec les couleurs du Club, symbole de son incorporation posthume. Kurt Sutter a révélé par la suite que Johnny Lewis ne voulait plus continuer à travailler dans la série. Ils ont tous deux trouvé un moyen honorable de lui faire quitter la série.

La saison 3 signe l'arrivée de trois nouveaux « prospects ». Cependant, une mission confiée à l'un d'eux s’avéra plus compliquée que prévu et accélérera sa démission.

### Entourage de SAMCRO

#### Femmes de SAMCRO
- Gemma Teller Morrow † (Katey Sagal) est la reine de Charming, la matriarche du Club, une femme machiavélique et une experte en manipulation psychologique. Elle est la femme de Clay Morrow et la veuve de John Teller. Elle est très protectrice envers son fils Jax et son petit-fils Abel, et attend le moment où son fils sera enfin, à ses yeux, apte à prendre la direction de SAMCRO pour les générations à venir. Elle adore son mari, sur lequel elle exerce une grande influence, mais demeure consciente de sa place de femme de biker. Elle est dotée d'une forte personnalité et peut être très intimidante, voire violente (elle ne sort jamais sans une arme et n'hésite pas à frapper Cherry à coups de skateboard parce qu'elle a couché avec Clay). Son personnage, charmant et sexy, mais toujours froid et calculateur, est quasiment celui d'une « femelle dominante » dans le règne animal, s'opposant aux femmes qui pourraient lui faire de l'ombre, notamment les fréquentations de Jax. Elle connaît toute l'histoire du clan, tous ses secrets, mais elle lutte aussi contre la mémoire de son défunt mari, qui aurait aimé (selon son manuscrit) que SAMCRO se tourne vers des activités légales pour perdurer. La saison 2 s'ouvre sur son agression et son viol par Weston et deux de ses hommes, message à Clay d'arrêter le trafic d'armes à Charming. Elle trouvera un soutien indéfectible en Tara Knowles et en Wayne Unser, qui l'aideront à se soigner, physiquement et psychologiquement. Elle est l'amie très proche de Luann et connaît Wayne Unser depuis sa tendre enfance. Il nous apprend qu'elle a quitté Charming à 16 ans et qu'elle y est revenue 10 ans plus tard avec un Club et un Fils. La fin de saison 2 opère un tournant vengeur lorsque Gemma confesse son viol à Clay et Jax : les Sons entrent alors dans un processus de vengeance, qui les mènera à tuer A. J. Weston et faire fuir Ethan Zobelle. La saison 3 offre à Gemma l'occasion de se réconcilier avec son père (lors de sa fuite des autorités), puis d'accompagner son mari et son fils à Belfast pour récupérer son petit-fils Abel. Elle y apprendra par ailleurs que John Teller avait fondé un second foyer en Irlande, avec une seconde femme (Maureen Ashby) et une fille (Trinity). Dans la saison 4, elle s'entend beaucoup mieux avec Tara, mais passe son temps à chercher les lettres que Maureen Ashby a données à Jax, mais que Tara a récupérées. Quand elle apprend un peu plus tard que Clay a essayé de faire assassiner Tara, elle le confronte, mais il la bat. Elle décide alors qu'il a perdu l'esprit, et ne le soutient plus. C'est pour cela que lorsque Tara lui donne finalement les lettres de Maureen Ashby, elle ne les donne pas à Clay, mais à Jax. Elle tue Tara à la fin de la saison 6, persuadée qu'elle l'a trahie en passant un accord avec le Procureur. Elle accuse les Chinois du meurtre de Tara, ce qui provoquera une guerre entre Chinois et SAMCRO et des dizaines de morts. Elle est tuée par son propre fils Jax à la fin de la saison 7 lorsqu'il apprendra la vérité sur la mort de Tara.

- Tara Grace Knowles † (Maggie Siff) est l'amour de lycée de Jax. Elle a quitté Charming pour étudier à Chicago et devenir médecin. Au début de la série, elle est déjà revenue à Charming, où elle travaille à l'hôpital Saint-Thomas. Elle se charge notamment de soigner Abel, le fils prématuré de Jax. Malgré le fait qu'elle ne comprenne pas la vie que mène Jax, Tara éprouve encore des sentiments pour lui. Elle a eu à Chicago une liaison avec un agent de l'ATF (Bureau of Alcohol, Tobbaco, Firearms and Explosives), Khon, qui s'est montré violent envers elle et contre lequel elle a pu obtenir une injonction. Pourtant, ce dernier la poursuit jusqu'à Charming. Il finit exécuté par Jax, après qu'il a essayé de violer Tara qui l'avait alors blessé d'une balle dans le ventre. Dans la saison 1, elle ne cautionne pas les pratiques du Club et s'est attiré l'hostilité de Gemma. Dans la saison 2, elle s'attire les foudres de la directrice de Saint-Thomas qui voit d'un mauvais œil que l'un de ses médecins soit en rapport personnel avec un gang de motards. La saison 2 lui donne l'occasion de se racheter, en prenant en charge les conséquences médicales et psychologiques du viol de Gemma. Cette dernière lui fait de plus en plus confiance, d'autant plus qu'elle est devenue la « régulière » de Jax Teller, un statut reconnu et respecté dans le Club mais aussi dans toute la ville de Charming. Après l'enlèvement d'Abel, Jax essaie de l'éloigner pour la protéger, alors qu'elle est tombée enceinte de lui. Elle se fait enlever par Salazar puis, après avoir tué la petite amie de ce dernier, elle est retenue en otage avant d'être libérée par Jax. Au début de la saison 4, on apprend qu'elle a accouché d'un garçon baptisé Thomas. Pendant la saison 4, Clay essaie de la faire tuer parce qu'il pense qu'elle en sait trop sur ce qu'il a fait dans le passé, à cause de lettres adressées à Maureen Ashby de John Teller que Tara a trouvées dans les affaires de Jax pendant qu'il était en prison entre la saison 3 et 4. Ces lettres contiennent beaucoup de choses sur Clay, et il envoie des assassins contre elle. Ils essaient de l'enlever dans un van, mais elle se défend, et la porte du van se referme sur sa main. Elle finit donc à l'hôpital, où Clay vient la menacer pour qu'elle lui remette les fameuses lettres. Mais elle les donne à Gemma, qui les donne à Jax... Elle est arrêtée à la fin de la saison 5 pour complicité de meurtre, car c'est elle qui remet à Otto le crucifix qui permet à ce dernier de tuer l'infirmière. Durant la saison 6 elle tente de s'éloigner du Club pour protéger ses enfants. Elle est tuée par Gemma à la fin de la saison 6 à la suite d'un malentendu : Gemma pense que Tara a passé un accord avec la Procureur alors que c'est Jax qui s'est rendu de lui-même.

- Wendy Case (Drea de Matteo) est l'ex-femme de Jax, la mère d'Abel, né prématurément et en mauvaise santé parce qu'elle a pris des amphétamines durant sa grossesse. À l'hôpital, Gemma tente de la tuer en lui donnant une seringue contenant une forte dose de drogue, à la fois pour se venger de ce qu'elle a fait subir à l'enfant et pour l'écarter définitivement de son éducation. Elle survit et suit une cure de désintoxication, avant de fréquenter un centre de réinsertion. Entre-temps, elle revient à Charming un petit moment, au cours duquel elle tente de se remettre avec Jax ; elle bénéficie pour cela de l'appui de Gemma, qui veut les rabibocher afin d'éloigner Tara. Après une dispute entre Tara et Jax, et le meurtre de Donna Winston, Jax et Wendy couchent ensemble. On la voit pour la dernière fois à l'enterrement de Donna, où elle assiste au baiser entre Jax et Tara. On la retrouve dans la saison 4[2] lorsqu'elle rend alors visite à Tara qui se trouve à l'hôpital, et lui annonce son intention d'être impliquée dans la vie de son fils. Mais Tara et Jax ne sont pas d'accord. Wendy affirme à Jax qu'elle ne lâchera pas l'affaire, et qu'elle fera même intervenir un juge s'il le faut, qu'elle n'a pas l'intention de partir. Jax lui répond : « c'est pas grave, nous on s'en va ». Elle se fait enlever dans la saison 5, SAMCRO paye la rançon mais elle menace Jax de tout révéler à la police et de récupérer son enfant. Avec la complicité de Tig, il la drogue dans son appartement pour brouiller sa crédibilité. Tara souhaite lui confier la garde des enfants s'il lui arrive quelque chose, à elle ou à Jax pour les éloigner du Club, mais Gemma le découvre et retourne Jax contre Tara et Wendy. Après la mort de Tara, Wendy s'occupe des enfants. Jax avoue à Abel qu'elle est sa mère à la fin de la saison 7 et il finira par lui confier la garde des enfants, et tous ses biens, pour qu'elle les vende et parte vivre loin de Charming avec eux. À la fin de la saison 7, on la voit quitter Charming avec Nero et les enfants.

- Donna Winston † (Sprague Grayden) est la femme d'Opie et la mère de leurs deux enfants. Elle essaie en vain de détourner Opie du Club pour que sa famille mène une vie normale. Elle ne fait pas confiance à SAMCRO, qu'elle pense responsable de l'emprisonnement d'Opie. Le couple a des difficultés financières, difficultés dont l'agent Stahl de l'ATF se servira pour le faire passer pour un traître aux yeux du Club. Après cet épisode et les pressions des fédéraux sur elle et ses enfants, Donna pardonnera à SAMCRO tout en laissant Opie redevenir un membre à part entière. Cependant, le revirement arrive trop tard, Clay étant déjà tombé dans le piège de l'ATF. Lorsque Clay ordonne à Tig de tuer Opie, le pensant traître au Club, Donna en est la victime (elle conduisait exceptionnellement le pick-up d'Opie). Elle ne cautionnait pas le Club mais elle était prête à de nombreux sacrifices pour protéger son couple et sa famille.

- Cherry (Taryn Manning), Rita de son vrai nom, est une fille du Nevada. Elle a quitté son petit ami violent et elle a rejoint les Devil's Tribe, club ami de SAMCRO désormais transformé en chapitre des SOA à part entière. Elle quitte son club pour rejoindre « Mi-Couilles », dont elle est amoureuse, à Charming. Elle se heurte à Gemma qui sait qu'elle a couché avec Clay lors de la fête d'unification. Finalement, elle parvient à se faire accepter, mais doit fuir la ville à cause d'une ancienne histoire d'incendie criminel. Avec l'aide des Sons, elle trouvera refuge en Irlande du Nord, chez SAMBEL, les Sons of Anarchy de Belfast, auprès de Keith McGee et de Maureen Ashby. Devenue la « régulière » de Liam O'Neill, on la retrouve lors du voyage de SAMCRO pour retrouver Abel. Elle apprend alors le décès de « Mi-Couilles », tué par le cousin de Maureen Ashby, Cameron Hayes. Elle finira par révéler à Gemma et Maureen l'emplacement de l'entrepôt secret de Liam O'Neill, qui permettra à SAMCRO de le retrouver. Maureen lui apprendra de façon assez violente et choquante (par étranglement) à ne pas mentir au Club.

- Luann Delaney † (Dendrie Taylor) était la femme d'Otto et l'amie de Gemma. Après une carrière d'actrice pornographique, elle devient gérante d'une boîte de production et réalisatrice de films pour adultes. À la suite d'ennuis avec un concurrent sans scrupules, elle est aidée par SAMCRO, qui lui fournit un entrepôt, les studios Caracara, et une protection pour réaliser ses films. Bobby, blessé qui a besoin d'une activité, sera nommé par Clay pour s'occuper de sa comptabilité, il découvrira un double livre de comptes. Luann négociera son silence contre des faveurs sexuelles, apparemment de qualité exceptionnelle grâce à son expérience d'actrice porno. Elle est battue à mort dans la saison 2 par son producteur rival, Georgie Caruso.

- Mary Winston (Julie Ariola) est l'ex-femme de Piney et la mère d'Opie. D'abord partie loin de Charming, elle y revient temporairement pour prendre soin de ses petits-enfants lorsqu'Opie est emprisonné. Après le meurtre de Donna, elle s'occupe plus régulièrement de ses petits-enfants, avant de les ramener à Opie et de quitter à nouveau Charming.

- Lyla (Winter Ave Zoli) est une star du porno employée par Luann Delaney dans la saison 2. Elle commence une liaison avec Opie dans la saison 2. Comme lui, elle est parent célibataire. Elle est d'abord très mal accueillie par Gemma et Tara, qui ne voient que son activité d'actrice porno. On la voit pourtant aux côtés d'Opie à la fin de la saison 2, lors de l'affrontement avec Zobelle et Weston. Dans la saison 3, elle s'est retirée du métier d'actrice, mais continue d'aider SAMCRO en faisant appel à ses amies actrices. Lorsque SAMCRO voyage à Belfast, elle demande de l'aide à Tara pour un avortement anonyme. Bien qu'elle aime Opie, elle ne le sent pas prête pour un autre enfant et décide de lui cacher cet avortement ce qui conduit à quelques problèmes entre elle et Opie quand il l'apprend, et qu'il trouve dans ses affaires des pilules contraceptives et des pilules du lendemain alors qu'ils essaient d'avoir un bébé pour que Lyla arrête son travail d'actrice porno (même si elle ne fait que du porno lesbien depuis qu'elle est avec Opie). Avant tout cela, au début de la saison 4, Opie et Lyla se marient. Après le décès d'Opie, elle adopte ses enfants et devient adjointe de Nero pour gérer Diosa. Elle gère ensuite Le Redwoody, nouveau studio porno du club en tant que productrice.

- Fiona Larkin (Bellina Logan) est la femme de Chibs, introduite dans la saison 2. Elle apparaît lorsque Chibs est à l'hôpital après avoir été gravement blessé dans une explosion. Sa présence à Charming implique nécessairement celle du membre de l'IRA, Jimmy O'Phelan, et une menace pour la vie de Chibs, on apprend d'ailleurs qu'il est responsable de ses deux cicatrices sur les joues. En effet, plusieurs années auparavant, Jimmy a exclu Chibs de l'IRA, s'est mis en couple avec Fiona et a élevé sa fille, Kerrianne, comme la sienne. Lorsque SAMCRO arrive à Belfast, Chibs est de nouveau réuni avec sa famille, sous la protection constante de l'IRA Véritable en raison de la menace Jimmy O'Phelan.

- Precious Ryan (Eileen Grubba) est l'ex-femme de Bobby. Son petit ami actuel, Sergio Coletti (Jeffrey Newman) est chasseur de primes et va aider SAMCRO à traquer Cameron Hayes et Abel.

#### Employés et sympathisants de SAMCRO
- Lenny « Lenny the Pimp » Janowitz (Sonny Barger) est l'un des First 9, il est plus exactement le 3e membre à avoir rejoint SAMCRO. Il a connu John et Piney à l'armée. C'est un homme très intelligent, ancien haltérophile, il a fait de nombreuses compétitions mais a été disqualifié pour agression lors de la compétition pour devenir « Mister Olympia ». Il était donc bâti comme un roc et le port du blouson a accru son immense succès auprès des femmes, c'est de là que lui vient son surnom, « The Pimp ». En 1989, il a été accusé d'avoir tué trois agents de l'ATF, lors d'un raid. Il clame toujours son innocence mais purge une peine à perpétuité pour ces meurtres à la prison d'État de Stockton. Lenny est un gros fumeur, trois paquets par jour, il a été atteint d'un cancer du larynx en 2006 qui a conduit à l'ablation de ses cordes vocales. Il est en relation avec la mafia russe.

- Elliott Oswald est un riche propriétaire terrien de Charming. Il apparaît dès le début de la saison 1 lorsque sa fille, Tristen, 14 ans, se fait violer lors d'une fête foraine. Il demande l'aide de SAMCRO afin de retrouver et châtier le coupable. Un forain est identifié comme l'auteur de ce crime et lui est livré par le Club. Au moment de le poignarder, il se rétracte, ce sera Clay qui le tuera. Les Sons font souvent appel à lui, il n'est jamais ravi de les voir mais Clay le fait chanter car il est en possession du poignard avec ses empreintes. Il lui fournira des informations sur le témoin qui a vu Bobby tuer le capitaine du port. Dans la saison 2, à la demande de Gemma et avec l'appui de sa fille Tristen, il paiera la caution permettant aux Sons de sortir de prison. En retour, Clay lui fait savoir juste à temps qu'il ne doit pas vendre ses terres à Jacob Hayle et qu'il ne sera pas exproprié car le projet d'autoroute est bidon. Il demande à nouveau le soutien de SAMCRO car il souhaite se présenter au poste de maire face à Jacob Hayle. Ils sont quittes, pour preuve, Clay lui remet le couteau avec ses empreintes, enterrant une fois pour toutes les preuves concernant le meurtre du forain. On le retrouvera dans la saison 3 durant laquelle il facilitera fortement la tâche du Club dans la recherche d'Abel. On le voit également dans la saison 4. Clay lui « achète » un entrepôt abandonné sur ses terres qui servira à SAMCRO pour ses différentes affaires en cours. On apprend également qu'il a été ruiné par la perte de ses terres au profit de Charming Heights. Il finance la reconstruction du garage Teller-Morrow durant la sixième saison et annonce se présenter pour le poste de Maire, Jacob Hale ayant été discrédité par l'échec de son projet Charming Heights.

- Jacob Hale, Jr. est un homme d'affaires, descendant d'une des familles fondatrices de Charming. Assez requin, il tente à plusieurs reprises de faire disparaître SAMCRO afin de pouvoir monter des projets immobiliers lucratifs. Il se lie notamment à Zobelle et la ligue des nationalistes américains pour faire avancer ses projets. Il est élu maire de la ville entre la troisième et la quatrième saison. Il finit néanmoins par s'associer à SAMCRO pour faire chanter un membre du conseil municipal hostile à ses projets immobiliers. Il leur loue également les locaux pour Diosa Norte et pour leur boutique de crème glacée. Il reconnait durant la sixième saison n'avoir agi qu'en fonction de ses intérêts et regrette de n'avoir pu correctement aider la ville.

#### Enfants de SAMCRO
- Abel Teller est le fils de Jax Teller et Wendy Case. Né prématurément à cause de l'addiction de sa mère aux amphétamines, il souffre à la naissance d'une malformation cardiaque congénitale, et doit être opéré peu après sa naissance. À sa sortie de l'hôpital, il est en pleine santé. Les excès de sa mère ne semble pas lui avoir laissé de séquelles. À la fin de la saison 2, il est enlevé par Cameron Hayes, qui cherche ainsi à se venger du meurtre de son fils, attribué à tort à Gemma, la grand-mère d'Abel. Cameron emmène Abel en Irlande. D'abord pris en charge par Maureen Ashby, il est ensuite envoyé dans un centre d'adoption de Belfast par le père Kellan Ashby, pour le maintenir hors de portée de Jimmy O'Phelan, qui pourrait l'utiliser comme moyen de pression. Kellan Ashby souhaite par ailleurs offrir une autre vie à ce bébé. Il pense qu'en le faisant adopter, il pourra échapper au destin des Teller. Ce plan échoue : le couple qui adopte Abel est assassiné par Jimmy, qui enlève Abel. L'enfant sert alors de monnaie d'échange pour Jimmy, qui peut ainsi mettre la main sur son ennemi de toujours, Kellan Ashby. Jax récupère donc son fils, et le ramène aux États-Unis. Il découvre dans la saison 7 que Gemma a tué Tara. Il accuse sa grand-mère de lui avoir fait du mal (il se taille le bras avec une fourchette) pour lui faire payer le meurtre de sa mère. Lorsque Jax lui apprend que Wendy est sa première maman, il demande à son père si c'est pour cela que Gemma a tué Tara, révélant ainsi à son père la vérité.

- Thomas Teller, fils de Jax Teller et Tara Knowles, demi-frère d'Abel. Il est né entre la saison 3 et 4, pendant que son père était en prison.

- Ellie et Kenny Winston (Lela Jane Cortines et John Abendroth) sont les enfants d'Opie et Donna. Après la mort de leur mère, Opie a du mal à gérer son rôle de père célibataire et s'en remet à leur grand-mère pour les élever. Lorsque Lyla devient la compagne d'Opie, Ellie et Kenny retrouvent une vie familiale plus stable. Après la mort d'Opie, Lyla les adopte et les élève.

- Kerrianne Larkin (Q'Orianka Kilcher) est la fille adolescente de Chibs Telford et Fiona Larkin, élevée par Fiona et Jimmy O. Elle n'est pas très proche de Chibs, ne le connaissant que très peu. Pourtant, Chibs éprouve beaucoup d'amour pour Kerrianne et Fiona, les appelant toutes les deux « mes filles ».

- Fawn et Dawn Trager sont les deux filles de Tig, elles ont une vingtaine d'années et il les voit peu mais les adore. Il ferait tout pour elles, même se faire arnaquer.

## Autres chapitres des Sons

### Sons of Anarchy Belfast (SAMBEL)
- Keith McGee † (Andy McPhee) était le Président du chapitre de Belfast, et l'un des fondateurs des Sons of Anarchy (First 9). Il était marié à Maureen Ashby. Lui et Liam O'Neill étaient impliqués jusqu'au cou dans les évènements visant à attirer SAMCRO à Belfast, et à se débarrasser d'eux. Il fut quasiment tué par l'explosion du camion d'armes dans laquelle Clay et les autres devaient mourir, O'Neill ne lui faisant pas entièrement confiance sur son allégeance à l'IRA. Il comprit alors qu'O'Neill travaillant pour Jimmy O'Phelan, ils seraient tous les deux éliminés par SAMCRO. Une fois Liam O'Neill capturé et torturé, Clay apprit que McGee les avait trahis pour s'assurer une retraite confortable. À la suite de ces événements, Jax tua Liam de deux balles dans la poitrine, et Clay poussa McGee du haut d'un entrepôt après lui avoir retiré son blouson des Sons (blouson qu'il finira d'ailleurs par bruler). Avant de partir de Belfast, Clay a remis l'écusson « First 9 » de McGee à sa veuve, Maureen Ashby.

- Liam O'Neill † (Arie Verveen) était un membre des Sons depuis dix ans, et le petit ami de Cherry. Lié à l'IRA, il est le contact préféré de Jimmy O'Phelan à l'intérieur du Club, qui l'utilise pour tenter de tuer les membres de SAMCRO. Jax ne lui a jamais fait confiance, et cette méfiance s'est renforcée à son arrivée en Irlande : O'Neill déclenchera les explosifs placés sur le camion d'armes, tuant et blessant plusieurs membres des Sons de Belfast. Démasqué par McGee, il sera forcé de quitter la ville, et ira se cacher dans un entrepôt. Ce sera Cherry, l'ex-petite amie de « Mi-Couilles », réfugiée en Irlande, qui dira aux Sons où le trouver. Il sera torturé pour révéler les plans de Jimmy O'Phelan et ses complices (Keith Mc Gee). Jax finira par le tuer de deux balles dans la poitrine.

- Seamus Ryan (Darin Heames) était le Vice-Président du chapitre de Belfast, sous Keith McGee. Après les trahisons et exécutions de McGee et O'Neill, Clay annonce un vote qui devrait le désigner comme le nouveau Président des Sons de Belfast.

- Padraic Telford † (Lorcan O'Toole) était le neveu de Chibs. Il est tué par Liam O'Neill dans l'explosion du camion d'armes qui devait éliminer SAMCRO.

### Sons of Anarchy Nevada (Indian Hills)
- "Oncle" Jury  †  (Michael Shamus Wiles) était le Président de la Devil's Tribe, un club de bikers basé à Indian Hills, Nevada (il s'occupe en majorité de prostitution et de jeux de hasard). John Teller lui a sauvé la vie au Viêt Nam, pour devenir un bon ami. Après l'unification des Devils Tribe, Jury est devenu le Président des Sons of Anarchy du chapitre d'Indian Hills au Nevada. Il est tué par Jax à la fin de la saison 7 parce qu'il pensait, à tort, que Jury avait vendu le Club aux Chinois. Avant de mourir, il dit à Jax qu'il pense que John Teller s'est suicidé.

- Needles (Jay Thames) est le Vice-Président des Devil's Tribe. Il suit Jury dans l'unification et devient donc Vice-Président des Sons of Anarchy du Nevada.

### Membres d'autres chapitres
- Les « First 9 » (Les Fondateurs) se réfèrent aux neuf membres originels, les fondateurs des Sons of Anarchy. L'idée vient de John Teller et de Piermont « Piney » Winston, mais sept autres membres faisaient partie de l'aventure aux débuts des Sons. Le président actuel de SAMCRO Clay Morrow, et Piney Winston, sont les deux derniers membres en vie. John Teller mourut dans un accident de la route en 1993, et l'ancien Président des Sons de Belfast, Keith McGee, a été assassiné par Clay en 2010 à Belfast. Le reste des First 9 comprenait Wally Grazer, Thomas « Oncle Tom » Whitney, Chico Vellenueva, Otto « L'il Killer » Moran décédés, ou jamais vus à l'écran [3]. Lenny « the Pimp » Janowitz lui est en prison depuis 1996 pour le meurtre de trois agents de l'ATF.

- Autres membres : D'autres membres sont aperçus de temps à autre, mais seulement comme personnages d'arrière-plan. On y trouve des membres des Nomads qui aident Happy à attaquer le laboratoire d'amphétamines de Darby, et beaucoup de membres d'autres chapitres présents aux funérailles de Donna et de « Mi-Couilles ».

## Officiels et forces de l'ordre

### Charming Police Department
- Wayne Unser  †  (Dayton Callie) est le Chef de la Police de Charming. Il est aussi propriétaire de Unser Transports, une société de transport routier, et n'hésite pas à demander l'aide de SAMCRO pour protéger ses camions. Il est un allié de Clay Morrow, ami de longue date, et se soucie beaucoup de sa ville. Il semble penser que les Sons of Anarchy sont un bien pour Charming, ou au moins un mal nécessaire, pour garder les trafiquants de drogue hors de la ville. Il souffre d'un cancer, qui l'oblige à vouloir prendre sa retraite, contrairement à Clay qui veut garder un allié à la tête de la police de Charming. Il est le premier à découvrir Gemma ligotée à un grillage d'un entrepôt, violée et battue. Il usera de toutes ses ressources pour l'aider à surmonter cette tragédie. Il connaît Gemma depuis qu'elle a 12 ans, et ses premiers déboires avec la police. La saison 3 marque un virage sécuritaire dans la politique de Wayne Unser, résultat d'un cheminement personnel. Il n'hésite plus à s'opposer officiellement à SAMCRO et à apporter toute son aide aux agents fédéraux. (Dayton Callie est devenu acteur principal dans la saison 3). Dans la saison 4, il est à la retraite, mais aide de plus en plus SAMCRO. Il aide surtout Gemma, et essaie de protéger Tara de Clay. On apprend également qu'il a maquillé la scène de la mort de John Teller pour que ça ressemble à un accident. Il aide, sans connaitre la raison, à cacher Juice dans la saison 7. Il sera tué par Jax parce qu'il s'interpose pour l'empêcher de tuer Gemma.

- David Hale  †  (Taylor Sheridan) était le Chef Adjoint de la Police de Charming. Unser l'avait surnommé « Capitaine America » pour ses positions très tranchées sur le bien et le mal, son respect de la loi en toutes circonstances, et peut-être pour son look au menton carré. Il souhaite ardemment faire tomber SAMCRO mais il lui arrive de s'associer avec eux quand leurs actions vont selon lui dans le sens de la justice. Il est né à Charming et est issu d'une des familles fondatrices de la ville, et a donc grandi avec SAMCRO. Son père est un juge du comté et un homme très puissant, tandis que son grand frère Jacob Hale Junior, homme d'affaires, deviendra le maire de Charming. Il était le successeur désigné d'Unser à la tête de la police municipale de Charming une fois celui-ci parti à la retraite. Sa priorité était de purger Charming de tous les Sons of Anarchy. Il a eu, au cours de la saison 1, une courte liaison avec l'agent Stahl. Dans la saison 2, c'est lui qui remet des informations à SAMCRO qui empêchent la vente des terres d'Oswald à son frère. Il est farouchement opposé à l'implantation de la « haine blanche » à Charming. Il est tué le soir des funérailles de « Mi-Couilles » (premier épisode de la saison 3), renversé par la camionnette des tireurs qui ont mitraillé la foule présente devant le funérarium.
- Chef de la Police Althea Jarry : Elle remplace le shérif Roosevelt. Elle embauchera Unser comme consultant pour l'aider dans sa lutte contre les gangs mais recevra dans le même temps de l'argent de la part de SAMCRO. Elle aura une liaison avec Chibs mais finira par lancer un mandat d'arrêt contre Jax.

- D'autres policiers de Charming apparaissent çà et là durant la série. La plus présente est l'Officier Candy Eglee (Marya Delver), très proche de SAMCRO et fidèle à Wayne Unser. Les Officiers Craft (Adrian La Tourelle) et Fain (Pablo Espinosa) apparaissent aussi de temps à autre depuis les débuts de la série.

### San Joaquin County Sheriff Department
- Eli Roosevelt  †  est un lieutenant de police, rattaché au shérif du comté de San Joaquin. Il a auparavant travaillé dans une brigade anti-gangs pendant une dizaine d'années et est réputé incorruptible. Il prend la direction de l'antenne de police de Charming entre la 3e et la 4e saison et entend bien mettre fin aux activités de Samcro. Il est engagé dans l'équipe de Lincoln Potter pour une enquête RICO. Initialement ravi des moyens à dispositions et de l'attention dont il fait l'objet, il déchante vite devant les méthodes manipulatrices et contraires à l'éthique de Potter. Pris de sympathie pour Juice, cible privilégiée de Potter, il lui permet de déchirer son dossier, arguant qu'il veut revenir au schéma "le criminel fait de mauvaises choses/la police l'arrête". Durant la 5e saison, après la mort de son épouse enceinte, tuée par des nomades commandés par Clay, il accepte d'aider Jax à traquer son meurtrier. Plus tard, il accepte également d'accuser Clay pour le meurtre de Pope (meurtre orchestré en réalité par Jax). Durant la 6e saison, il enquête sur la mort d'une des escorts de Nero Padilla mais comprend rapidement qu'il s'agit d'un coup monté de Lee Toric. Alors qu'il s’apprête à appeler des renforts après avoir découvert le cadavre de Tara, il est abattu par Juice, qui lui tire dessus pour aider Gemma à s'échapper.

### ATF
- June Stahl  †  (Ally Walker) était un agent de l'ATF qui enquête sur l'implication de SAMCRO dans le trafic d'armes. Elle arrive à Charming après l'appel du Chef Adjoint Hale, qui contacte l'ATF lorsqu'il se rend compte qu'Unser ne part pas à la retraite comme prévu (sous la contrainte des Sons). Elle cherche à prouver ses compétences, et cela en devient même une obsession. Elle renverse les comportements sexistes traditionnels, en transformant ses partenaires masculins en objets sexuels. Elle a une brève liaison avec le Chef Adjoint Hale, mais ce dernier la rejette et refuse de travailler avec elle lorsqu'il apprend qu'elle est responsable du meurtre de Donna Winston (pour avoir piégé Opie avec des micros cachés dans sa voiture et son portable, elle est à l'origine de la fusillade qui coûte la vie à Donna). Elle revient à Charming au début de la saison 2 dans le cadre d'une opération de grande envergure visant l'IRA Véritable. Elle reprend alors ses bonnes habitudes, en faisant chanter Edmond Hayes afin qu'il trahisse l'IRA et SAMCRO. Ce dernier hésite à vendre ses frères, et cherche à la tuer. Elle assassinera plus tard Edmond de deux balles dans le dos. Afin de s'en sortir, elle orchestre un coup monté visant à mettre ce meurtre sur le dos de Gemma Teller, entraînant là encore de fâcheuses conséquences, à savoir la mort de « Mi-Couilles » et l'enlèvement d'Abel, tous les deux perpétrés par Cameron Hayes pour se venger. Dans la saison 3, elle a une liaison avec sa coéquipière, l'Agent Tyler. Elle passe aussi un marché avec Jax Teller : il lui livrera Jimmy O'Phelan, un des chefs de l'IRA, et elle abandonnera toutes les poursuites contre Gemma et contre SAMCRO. Plus tard, elle tue de sang froid sa coéquipière afin de faire porter la responsabilité du meurtre aux Mayans. À la fin de la saison, elle finira par trahir Jax et par révéler son marché aux autres membres du Club. Clay et les autres jureront de le tuer, mais il sera révélé par la suite que tout ceci n'était qu'une mise en scène pour duper les agents fédéraux : Jax n'a jamais trahi sa famille, ni son Club, mais a organisé toute cette histoire afin de se débarrasser à la fois de Jimmy O et de June Stahl. Ainsi, alors que certains des membres de SAMCRO sont emmenés en prison, le reste des membres s'occupe de faire disparaître toutes les traces de l'accord passé avec Jax. Tandis qu'elle est sur le point de quitter la ville avec ses hommes, Unser la rejoint et provoque une diversion en faisant croire qu'elle va tomber dans un piège, ceci dans le but d'éloigner ses gardes. Pendant que les gardes partent vérifier le soi-disant piège, un bus, transportant les membres de SAMCRO, arrive sur les lieux. Il s'agit des Sons qui viennent se venger. Elle et Jimmy O sont ainsi livrés à la merci des Sons. Chibs finit par poignarder Jimmy O, tandis qu'Opie venge sa première femme en exécutant Stahl d'une rafale de pistolet mitrailleur dans la tête, comme le fut Donna. Avant de quitter les lieux, Opie détruit les preuves de l'accord passé par Jax, pendant que Chibs peint sur la voiture des fédéraux le sigle de l'IRA Véritable avec le sang de Jimmy O. Afin d’empêcher qu'on puisse suspecter Unser, Kozik le frappe à la mâchoire pour lui fournir un alibi.

- Joshua « Josh » Kohn  †  (Jay Karnes) était un agent de l'ATF. Il vivait avec Tara Knowles à Chicago avant qu'elle n'obtienne une ordonnance d'éloignement contre lui pour violence conjugale. Prétendant enquêter sur SAMCRO, il arrive à Charming dans l'unique but de récupérer Tara. Il ira jusqu'à proférer des menaces à peine voilées contre Abel. En réponse, Jax le traquera chez le coiffeur et le battra durement après l'avoir envoyé à travers la vitrine. Il sera alors arrêté et renvoyé à Chicago pour répondre de la violation de son ordonnance d'éloignement car il n'était pas officiellement en mission comme il le prétendait. De retour à Charming peu de temps après, il enlèvera Tara et tentera de la violer. Elle arrivera à lui tirer une balle dans le ventre puis à appeler Jax. Ce dernier sera alors sans pitié et achèvera l'agent Kohn d'une balle dans la tête, avant d'emmener son corps dans le désert pour le brûler.

- Tyler (Pamela J. Gray) était un agent de l'ATF, partenaire de June Stahl de manière professionnelle et personnelle depuis la saison 3. Elle ne sait pas que Stahl a tué Edmond Hayes, et est très choquée lorsque Gemma la désigne comme l'agent de l'ATF présent dans la maison lorsqu'Edmond Hayes a été tué. Pour cacher son crime, elle sera abattue lors d'une mission par l'agent Stahl. Cette dernière innocentera Gemma en indiquant à son chef que Tyler et elle avaient une relation intime et que le matin-même, Tyler lui avait avoué avoir tué Edmond Hayes et Polly Zobelle.

### Autres services de police
- Vic Trammel (Glenn Plummer) est un policier local allié de SAMCRO. Il aide le Club à plusieurs reprises en les prévenant de descentes de police, de mandats d'arrêt ou en leur fournissant des informations. Lorsqu'un de ses proches amis est tué par une arme vendue par les Sons, Vic se posera de nombreuses questions sur son partenariat avec SAMCRO. Il a été blessé lors de l'arrestation d'un trafiquant de drogue dans la saison 2, et n'est plus réapparu depuis.

- Lee Toric  †  (Donald Logue) est un US Marshall à la retraite et frère aîné de l'infirmière tuée par Otto Delaney durant la sixième saison. Il est froid, calculateur et bien qu'il apparaisse comme très équilibré, il est en réalité instable et cruel. Pour se venger, il fait en sorte que les derniers mois qu'Otto a à vivre avant son exécution soient les plus douloureux possible. Il fait envoyer chaque matin deux gardiens dans la cellule d'Otto pour le violer jour après jour. Il souhaite également se venger de Tara qui a permis le meurtre à son insu. Il élabore ensuite plusieurs plans pour faire chuter SAMCRO et n'hésite pas à user de méthodes douteuses pour parvenir à ses fins. Ainsi, il tue une des employées de Nero et maquille le crime pour faire en sorte que SAMCRO et Nero soient accusés à sa place. Il tente de passer plusieurs accords avec Clay pour convaincre celui-ci de dénoncer les Sons. Clay refusant, il le menace de lui faire subir la même chose qu'à Otto. Lors d'une visite à l'infirmerie pour voir Otto, lequel est très affaibli par les mauvais traitements que lui fait subir Toric, Clay remet en cachette un couteau à Otto. Otto parvient à se venger de Toric à la fin de la saison en le poignardant puis en lui tranchant la gorge avec le couteau remis par Clay.

### État de Californie
- Lincoln Potter est un assistant du procureur de Californie, chargé de mener une enquête RICO contre l'IRA. Il tient lieu d'antagoniste principal de la quatrième saison. Il est asocial, calculateur et manipulateur. Il se sert entre autres des origines de Juice pour le faire chanter et glaner des informations sur un accord entre Sons et l'IRA. Il parvient également à tourner Otto contre le Club. Son opération est annulée par le cartel Galindo qui travaille pour la CIA. Par vengeance, il fait capoter le projet immobilier de Jacob Hale en révélant qu'un de ses investisseurs est spécialisé dans les sex-toys, y compris pédophiles. Il agit ainsi pour deux raisons : il n'aime pas Hale, et il estimait que "les gentils méritaient une victoire".

- Tyne Patterson est une assistante du procureur de Californie, chargée de mener l'enquête sur la tuerie scolaire au début de la sixième saison. Extrêmement carriériste, elle est prête à charger n'importe qui (de préférence un groupe ethnique peu apprécié de son district, comme les gangs latinos) pour clore ce dossier embarrassant pour sa carrière. Elle nomme Lee Toric comme enquêteur spécial pour son affaire bien qu'elle sache qu'il opère en dehors des limites de la loi.

## Autres clubs de motards et Gangs

### Mayans
- Marcus Alvarez (Emilio Rivera) est le Président, et un des membres fondateurs, du Mayans Motorcycle Club, basé à Oakland, Californie. C'est un personnage crucial de la série, ennemi farouche des Sons au début de la saison 1, ayant plusieurs fois manigancé pour tenter de détruire SAMCRO, tuer Clay ou Jax, ou vendre de la drogue à Charming par l'intermédiaire des Nord's. Pourtant, afin de faire face à des menaces extérieures ou à des situations de crise, il deviendra un allié de circonstance des Sons : Alvarez acceptera ainsi de livrer son fils pour éviter une guerre fratricide ; il n'hésitera pas non plus à tout prendre à Hector Salazar, le président d'un club affilié aux Mayans, position, statut, blouson, moto, et à le renvoyer dans l'anonymat, là encore pour préserver la paix précaire établie avec les Sons. Dans la saison 3, il ira même jusqu'à donner des informations personnelles sur Salazar après avoir appris l'enlèvement de Tara Knowles. Alvarez, s'il est initialement un rival des Sons, devient donc au fur et à mesure de la série, un allié de SAMCRO.

- Esai Alvarez  †  (Kevin Alejandro) était le fils de Marcus Alvarez, et un membre des Mayans. Il avait été choisi par Marcus pour assassiner à la fois Ernest Darby et Clay Morrow, mais il a manqué ses deux cibles. Happy l'a poignardé à l'arrière de la tête avec un pic à glace. Marcus a négocié le meurtre de son fils avec Clay Morrow dans les cellules du poste de police de Charming, en échange de l'achat d'armes automatiques aux Sons.

- Hector Salazar  †  (Jose Pablo Cantillo) était l'ancien Président des Calaveras Motorcycle Club, un petit gang de bikers affilié aux Mayans et s'occupant de leur sale boulot. Il capture la femme de Jax pour se venger des Sons qui lui ont fait perdre grâce aux yeux de Marcus Alvarez. Il est finalement tué par Jax en guise de représailles pour s'en être pris à Tara.

### Les Nord's
- Ernest Darby (Mitch Pileggi) est le chef des Nordics dits Nord's, un gang de suprémacistes blancs principalement impliqué dans le trafic de drogue et dans la prostitution. Il souhaite s'implanter à Charming mais ses tentatives sont à chaque fois vouées à l'échec grâce aux Sons. Dans la saison 1, il s'allie avec Marcus Alvarez afin d'éliminer Clay et les Sons. Dans la saison 2, il passe un accord dans Charming avec l'appui d'Ethan Zobelle et de sa ligue dont il est à la botte. Ses différents laboratoires d'amphétamines seront systématiquement détruits par SAMCRO. Il tente de piéger le shérif adjoint Hale pour le compte de Zobelle. Il sera grièvement brûlé lors de l'incendie des studios Caracara, piégé par A. J. Winston et ses hommes. Il réapparaît dans la saison 6, rangé des affaires, marié et devenu croyant fervent, pour aider les Fils à lutter contre son ancien gang.

### Les One Niners
- Laroy Wayne (Tory Kittles) est le contact de SAMCRO au sein du gang des One Niners, qui achète des armes aux Sons. Malgré la tentative solitaire de Laroy d'éliminer Marcus Alvarez et les Mayans, les Niners et les Sons sont toujours alliés dans la saison 2. Dans la saison 4, qui met en scène l'arrivée et l'affrontement de deux puissants cartels mexicains (les Lobo Sonora et le Galindo) tout au long de la saison, les Niners sont alliés avec le cartel des Lobo Sonora, alors que les Sons sont alliés avec le cartel Galindo, ce qui cause des frictions. Vers la fin de la saison 4, Clay se fait tirer dessus par Opie, et pour protéger le vrai coupable, Jax dit que ce sont des Niners les responsables. Tig décide tout seul de se venger, et fonce en voiture sur Laroy et sa petite amie, tuant celle-ci sur le coup. Mais il s'avère que la petite amie en question était la fille de Damon Pope, un des plus violents et dangereux criminels de Californie. Pour le punir de n'avoir pas su protéger sa fille, Laroy est tué et démembré par les hommes de Damon Pope au début de la cinquième saison. La mort de la fille de Pope donnera lieu à une série d’événements qui se dérouleront pendant la saison 5.

- Tyler : Membre des One Niners, il en devient le chef à l'initiative de Damon Pope à la suite de l'exécution du successeur de Laroy. Bien plus timoré que ses prédécesseurs et ne tenant pas particulièrement à ce poste, il est assez malléable et se contente d'obéir à Pope, puis Marks.

### La Triade Chinoise
- Henry Lin  †  (Kenneth Choi) est le leader sino-américain d'une Triade basée à San Francisco. Il est en contact avec SAMCRO pour le trafic d'armes. Au début de la série, Il se bat contre les Mayans afin de conserver son territoire sur lequel il vend principalement de l’héroïne. Malgré les rivalités entre les Chinois et les Mayans, les relations que Lin et Alvarez (le chef des Mayans) entretiennent avec SAMCRO sont plutôt amicales. Les Chinois, les Mexicains et SAMCRO sont d'ailleurs régulièrement amenés au cours de la série à faire des affaires ensemble. Gemma l'accuse du meurtre de Tara au début de la saison 7. Une guerre éclate et il se retrouve en prison dans la saison 7, piégé par SAMCRO à la suite des accusations de Gemma dans la mort de Tara. Il est tué par Juice en prison.

### Ligue nationaliste
- Ethan Zobelle (Adam Arkin) est le chef de la ligue nationaliste, un gang de suprémacistes blancs voulant s'implanter à Charming tout en éjectant SAMCRO. Il est officiellement le propriétaire et gérant du "Cigare impeccable" nouvellement implanté à Charming. Il vient en personne proférer des menaces à peine voilées envers SAMCRO, le soir de la fête pour le retour de Bobby. Il est toujours impeccablement vêtu, membre important de l'église. Il est le commanditaire de l’enlèvement et du viol de Gemma, cependant, il s'arrange toujours pour avoir les mains propres et fait effectuer ses basses besognes par Winston et ses skin heads. Il est par la suite révélé qu'il est un indicateur du FBI, ce qui lui permet de passer de la drogue sans encombre, en échange d'informations sur les milieux nationalistes. Il est froid, calculateur, il semble n'aimer que sa fille. Il est également le commanditaire de l'agression en prison d'Otto par les membres du gang aryen. À la fin de la saison 2, pourchassé par SAMCRO qui veut le tuer pour venger le viol de Gemma, il n'a d'autre choix que de quitter définitivement Charming pour éviter les représailles. Il laisse derrière lui sa fille, tuée par Gemma.

- AJ Weston  †  (Henry Rollins) est l'homme de main de la ligue nationaliste, une sorte de chef de troupe agissant pour le compte d'Ethan Zobelle. C'est un homme violent et très dangereux, affilié à la Fraternité Aryenne. Il porte un tatouage d'Algiz au creux de son cou. C'est lui qui viole Gemma au début de la saison 2 pour faire passer un message à SAMCRO. Il semble être seul à élever ses deux fils dans une discipline des plus strictes. Il ne supporte aucune concession concernant la race et la cause. Jax lui tend un piège à la fin de la saison et le coince avec les autres membres de SAMCRO dans les toilettes d'un établissement de tatouage. Jax le tue en lui tirant plusieurs fois dans la tête.

- Polly Zobelle  †  (Sarah Jones) est la fille d'Ethan Zobelle. C'est elle qui attirera Gemma dans le piège et qui permettra son enlèvement. Elle a une liaison avec Edmond Hayes, réprouvée par son père. Elle sera abattue par Gemma alors qu'elle part faire ses adieux à Edmond car elle doit fuir Charming avec son père.

### Mafia Russe
- Viktor Putlova  †  est le chef de la section californienne d'une organisation mafieuse russe. Il est engagé par Jimmy O pour lui faire quitter le pays en échange d'une forte somme d'argent et l'exclusivité des armes de Jimmy. Son inimitié envers les Irlandais le pousse néanmoins à accepter une offre supérieure de SAMCRO et il leur livre Jimmy O. S'apercevant néanmoins que SAMCRO lui a donné des faux billets, il tente sans succès de les rattraper. Il organise ensuite une agression de Jax à la prison de Stockton, Jax survivant après avoir pris trois coups de poignard. Il passe néanmoins un marché avec SAMCRO où il assure le stockage des armes et prenant la plus grosse part des bénéfices tant que la plupart des membres de SAMCRO sont en prison. Il est finalement tué par Jax le soir même de sa sortie, en vengeance de son agression à Stockton. Jax lui infligeant exactement les mêmes blessures que lui-même a subi.

### Pope Partners
- Damon Pope  †  est un riche entrepreneur de BTP basé à Oakland et également le gangster le plus redouté de la Californie du Nord notamment spécialisé dans le narcotrafic. Il commande tous les gangs noirs de la Californie, y compris les Niners. Il perd sa fille des mains de Tig à l'issue de la quatrième saison. En guise de vengeance, il brûle vivante Dawn la fille de Tig devant ses yeux pour qu'il « ressente sa douleur ». Tig parvient néanmoins à s'échapper en tuant un des Niners. Il parvient par la suite à expédier en prison plusieurs des Fils de l'anarchie et exige de Jax 50 000 $ et la mort d'un des Fils en réparation de la mort d'un Niner. Il souhaite également enfermer Tig jusqu'à la fin de ses jours. Opie se porte volontaire et est tué. Jax passe un accord avec lui pour libérer Tig, accord que Pope accepte, impressionné par l’attitude de Jax. Il tient ensuite un rôle de mentor pour Jax, qu'il tient en haute estime, lui dispensant régulièrement des conseils sur la manière de gérer des affaires illégales et d’asseoir sa position. Il lui apprend notamment que quiconque parviendrait à le tuer aurait une prime de 5 millions de dollars sur sa tête. Il passe plusieurs marchés avec les Fils mais exige régulièrement que Tig lui soit remis pour achever sa vengeance. Jax finit par lui remettre mais le double, sauve Tig, et permet à ce dernier de tuer Pope avec un pistolet appartenant à Clay, pour que celui soit pourchassé par les tueurs de Pope.

- August Marks  †  est le bras droit de Pope, qu'il sert depuis ses 17 ans. Il sert à la fois de secrétaire et d'exécuteur des basses œuvres pour Pope. Flatté habilement par Jax, il doute de la version officielle de la mort de Pope, mais semble ravi de devenir le grand patron et ne tergiverse pas à mettre la tête de Clay à prix. Devenu le patron, il exige toujours de Jax que Tig lui soit remis mais accepte de repousser l'échéance tant que le cas de Clay n'est pas résolu. Il passe néanmoins un accord avec Jax, acceptant temporairement de laisser la vie sauve à Clay et de le protéger en prison en échange d'affaires lucratives et que Clay accepte de se salir les mains à la place des prisonniers noirs. Il teste Jax en le mettant au défi de lui livrer Tig une fois la protection de Clay acquise, ce que Jax fait, mais lui laisse la vie sauve. Il révèle alors à Jax qu'il s'agissait d'un test de loyauté. Jax souhaitant sortir du business des armes, il se propose de reprendre ses affaires avec l'IRA en échange de quoi Tig sera épargné. Il tend une embuscade avec la complicité des Fils à la Triade chinoise désireuse de reprendre les activités des Fils en présence d'un représentant de l'IRA. Il parvient ainsi à prouver son efficacité à l'IRA et entame les prémices d'un accord avec eux. Considérant que la suite du partenariat ne dépend que de lui-même, il annonce à Jax que quoi qu'il arrive, il a rempli sa part du contrat et que Tig est sauf. Les relations entre Marks et le Club se compliquent dans la saison 7. Le Club le piège pour le meurtre d'un pasteur. Libéré sous caution, il est abattu par Jax sur les marches du tribunal.

### Diosa International
- Nero Padilla est un proxénète mexicano-américain, tenant une maison de passe haut de gamme nommée Diosa International. Il est également le leader d'un gang. Débonnaire, calme et souvent enjoué, son business jouit d'une remarquable tranquillité. Il ne prend qu'un faible pourcentage sur les passes de ses filles, fidélisant ainsi son personnel (selon lui, ça ne paye pas d'être cupide). Cela lui permet également de ne pas faire de vagues et de rester hors des radars de la police. Il a également un fils adolescent handicapé (Spina Bifida) . Il passe une nuit avec Gemma au début de la saison 5 (ils ont pour point commun d'avoir tous deux eu une opération à cœur ouvert) et souhaite la revoir. Il accepte de cacher les Fils de l'anarchie alors recherchés et sympathise avec Jax. Son commerce subit par la suite une descente de police et son bail est résilié. Jax lui propose alors un partenariat en se servant de ses anciens contacts de Cara Cara. Nero accepte à la condition que les affaires des Fils ne viennent pas troubler ses activités. Il subit alors une descente de Frankie Diamonds et se fâche avec Jax à ce propos. Ils se réconcilient néanmoins et passe un nouveau marché avec Jax : le jour où il se retire des affaires, il se retire également. Il développe également une relation plus sérieuse avec Gemma.

- Venus Van Dam est une prostituée transgenre indépendante travaillant occasionnellement pour Padilla. Fils d'une ancienne fille de Nero, elle a été élevée par lui à compter de ses 15 ans et le considère comme un vrai père. Elle est embauchée par SAMCRO dans la cinquième saison pour faire des clichés compromettant un membre du conseil municipal. Elle réapparaît dans la sixième saison, visiblement battue, et sollicitant l'aide de Nero. Elle entretient ensuite une relation amoureuse avec Tig.

### Stockton
- Charles Barovski  †  : Policier ripou à la retraite devenu gérant de pâtisserie et également caïd de la baie de Stockton. Il contrôle d'une main de fer sa zone et est un passage obligé pour tout gang souhaitant opérer sur son territoire. Il accepte de laisser SAMCRO nettoyer un hangar servant à la production de films pornographiques SM hardcores. En contrepartie, il conserve l'argent trouvé sur place. Il demande également l'aide de Jax et Nero pour rendre légal le business d'une maquerelle avec qui il entretient des relations sexuelles. Il vendra le club aux Chinois pour de l'argent, et sera abattu par Jax lorsqu'il l'apprend.

- Colette Jane  †  est la maquerelle d'une agence d'escorts illégale basée à Stockton. Bénéficiant jusque-là d'une certaine mansuétude des pouvoirs publics (contrôlés par l'ex-policier ripou Barovski) et de la Navy (les marins de retour constituant la moitié de ses clients), elle décide de devenir légale à la demande de ses filles ainsi qu'indirectement de la Navy qui souhaite éviter les scandales. Elle est présentée à Jax et Nero à l'initiative de Barovski, lesquels acceptent de l'aider et forment un partenariat. Elle dirige son affaire de façon très maternelle et parle de sexe très ouvertement, n'hésitant pas à faire des avances plus qu'explicites à Jax et Nero. Elle est tuée par les Chinois pendant la saison 7, lors de la tuerie de Diosa.

### L’IRA

#### Membres de l’IRA
- Cameron Hayes †   (Jamie McShane) est le contact de SAMCRO en Californie en remplacement de Patrick McKeave(saison 1), père de Edmond et cousin de Maureen Ashby. Il fournit à SAMCRO des armes en provenance de l'IRA. Il sera blessé lors de la saison 1 par les Mayans. SAMCRO lui sauvera la vie grâce aux efforts de Chibs et l'intervention de Tara. Recherché sur quatre continents, il sera envoyé au Canada avec Cherry. En fin de saison 2, il apprend par radio la mort de son fils ; dans le rapport, l'agent Stahl incrimine Gemma. Il décide de sa venger. Il va assassiner « Mi-couilles » et enlever Abel pour l'emmener en Irlande. Il est exécuté dans l'église de Kellan Ashby sur ordre du conseil dans le but d'apaiser leurs relations avec les Fils.

- Edmond Hayes †  (Callard Harris), fils de Cameron Hayes, contact de SAMCRO (saison 2), a une relation avec la fille d'Ethan Zobelle (Polly), trahit l'IRA véritable pour ne pas faire de prison. Il passe un marché avec Stahl mais ne souhaite pas qu'elle arrête son père. Il sera abattu à Charming par June Stahl alors qu'il essaie de s'enfuir.

- Père Kellan Ashby †  (James Cosmo). Prêtre Catholique vivant en Irlande. Considéré comme un véritable saint, il s'est vu offrir plusieurs promotions par le Vatican qu'il a toutes refusées. Ses sympathies pour l'IRA sont connues mais il n'a jamais été ni arrêté ni même interrogé. Il est le frère de Maureen Ashby et le cousin de Camron Hayes. Il fait partie du Conseil de l'IRA Véritable où il tient une position dominante. C'est dans son église que, par décision du Conseil, Camy sera étranglé. Très ami avec John Teller, il souhaite offrir à Abel ce que John n'a pas pu faire pour son propre fils : le sortir de la spirale de la violence et lui permettre de vivre une vie normale. Il le place donc à l'adoption. Il rencontre Jax et lui demande de tuer Jimmy O' devenu traître à la cause. En échange de quoi il lui promet qu'Abel « sera avec sa famille aimante ». Il finit néanmoins par lui avouer qu'il ne comptait pas lui remettre et qu'il sous-entendait qu'Abel sera placé dans une famille normale. Pris de remords, et sachant les parents adoptifs d'Abel en danger à cause de Jimmy, il lui révèle la localisation d'Abel. Jimmy y parvient avant eux et passe un accord avec le conseil : pouvoir quitter librement le territoire irlandais en échange d'Abel. Le conseil accepte, et Kellan Ashby sert d'otage à Jimmy sur le chemin de l'aéroport. Ainsi, bien qu'il apparaisse d'abord comme un ennemi des Sons et de Jax, c'est lui qui se sacrifie pour permettre à Jax de retrouver son fils. On apprend dans la saison 5 que Jimmy O' l'a exécuté avant de quitter l'Irlande.

- Jimmy O'Phelan †  (Titus Welliver), Président de l'IRA Véritable. Bien qu'étant très croyant, il est l'ennemi de Kellan Ashby. Il s'est marié avec Fiona, l'ex-femme de Chibs, et a élevé la fille de ce dernier, Kerianne, comme si c'était la sienne. Il s'en sert comme moyen de pression contre Chibs et SAMCRO. C'est lui qui remettra son bébé à Jax, ayant auparavant fait assassiner les parents adoptifs d'Abel pour pouvoir rendre de ses propres mains Abel à son père. Il l'a fait en échange de Kellan Ashby. Il sera assassiné par Chibs dans le dernier épisode de la saison 3.

- Sean Casey † est un des gardes du corps de Kellan Ashby. Il est particulièrement efficace en torture et parvient notamment à faire parler Liam O'Neill. Il est tué par Jimmy O'Phelan.

- Galaan O'Shay † est un membre haut placé de l'IRA, nouveau contact des Fils à compter de la quatrième saison. Il ne fait confiance qu'à Clay et refuse de traiter avec tout autre membre des Fils de l'anarchie. Il a notamment de sérieux griefs contre Jax, qu'il juge impulsif et non fiable. Il le tient également pour responsable de la mort de Kellan Ashby, qui l'a sorti de la rue durant son adolescence. Quand Jax lui apprend que SAMCRO refusera désormais de vendre les armes de l'IRA, il fait exploser le quartier général de SAMCRO pour se venger. il fait évader Clay du fourgon dans lequel il est transporté au tribunal vers la fin de la saison 6 et force les Sons à l'y aider. Après l'opération, il est tué avec deux de ses hommes dans le bureau de son hangar par Jax. Jax tue également Clay et maquille la scène de crime pour faire croire que les deux meurtres sont le fait d'une altercation ayant mal tourné entre les deux hommes.

- Brendan Roarke est l'un des trois dirigeants de l'IRA véritable et leur porte-parole. Il apparaît à l'issue de la saison 3 pour renouveler les liens avec les Fils à la suite de la crise liée à Jimmy O. Il est par la suite manipulé par O'Shay qui souhaite évincer les Sons au profit de Clay Morrow, au point de faire exploser le clubhouse des Sons lors d'une réunion. Il est par la suite contacté par Jax en personne pour négocier des conditions de paix et leur proposer un nouvel acheteur (Marks) mais O'Shay entend toute la conversation. Il impose des conditions de paix très dures aux Sons et refuse catégoriquement, pour des raisons raciales, une alliance avec August Marks. Mais après la mort de O'Shay et Clay, il réalise qu'il n'a pas d'autres choix que de travailler avec Marks s'il veut continuer à vendre des armes.

- Connor Malone : Bras droit d'O'Shay, il est capturé par Jax pour obtenir un contact direct avec le conseil de l'IRA véritable mais reste en vie. Il est par la suite le seul survivant côté irlandais de l'assassinat d'O'Shay et Morrow. Il a alors pour mission imposée par Jax de se taire et de faire accepter Marks comme nouvel acheteur de l'IRA en Californie. Convaincu par Jax et Marks, il accepte mais avec réticence.

#### Sympathisants de l’IRA

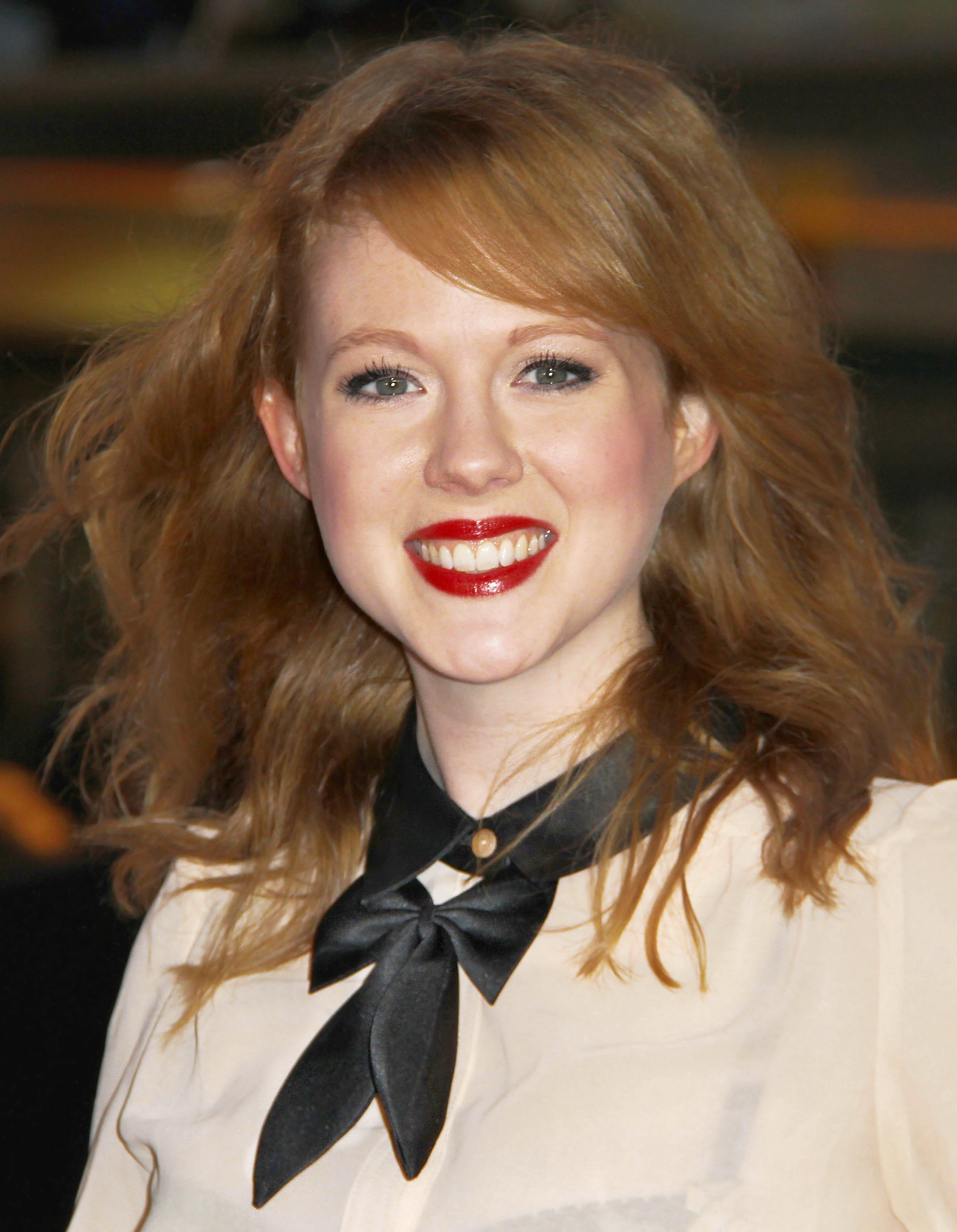
Zoe Boyle

- Maureen Ashby (Paula Malcomson), cousine de Cameron Hayes, mère de Trinity, qu'elle a eue avec John Teller lorsqu'il est venu fonder le SAMBEL (chapter de belfast). Et en relation avec l'IRA véritable. Elle est également la sœur du Père Ashby et l'ex-femme de Keith McGee, à qui Clay remettra les écussons de "First 9" et "President" qui était sur son blouson, après l'avoir poussé du toit d'un bâtiment.

- Trinity Ashby (Zoe Boyle) est la fille de John Teller et de Maureen Ashby, conçue lors de la venue de John en Irlande pour fonder SAMBEL. Jax, Gemma et Trinity apprennent la vérité dans la saison 3, alors qu'elle s'apprêtait à coucher avec son frère, sans savoir qui il était en réalité.